# Сакат-Вілледж (Аризона)
(Аризона) (англ. Sacate Village) — переписна місцевість (CDP) в США, в окрузі Пінал штату Аризона. Населення — 260 осіб (2020).

## Географія
(Аризона) розташований за координатами 33°8′30″ пн. ш. 111°58′52″ зх. д. / 33.14167° пн. ш. 111.98111° зх. д. (33.141648, -111.981088).  За даними Бюро перепису населення США в 2010 році переписна місцевість мала площу 9,02 км², уся площа — суходіл.

## Демографія
Згідно з переписом 2010 року, у переписній місцевості мешкало 169 осіб у 40 домогосподарствах у складі 38 родин. Густота населення становила 19 осіб/км².  Було 50 помешкань (6/км²).
Расовий склад населення:
| - 96,4 % — корінних американців - 1,8 % — білих - 1,8 % — осіб інших рас |

До двох чи більше рас належало 0,0 %. Частка іспаномовних становила 23,1 % від усіх жителів.
За віковим діапазоном населення розподілялося таким чином: 39,6 % — особи молодші 18 років, 56,8 % — особи у віці 18—64 років, 3,6 % — особи у віці 65 років та старші. Медіана віку мешканця становила 21,6 року. На 100 осіб жіночої статі у переписній місцевості припадало 94,3 чоловіків;  на 100 жінок у віці від 18 років та старших — 75,9 чоловіків також старших 18 років.
За межею бідності перебувало 79,3 % осіб, у тому числі 100,0 % дітей у віці до 18 років та 0,0 % осіб у віці 65 років та старших.
Цивільне працевлаштоване населення становило 7 осіб. Основні галузі зайнятості: освіта, охорона здоров'я та соціальна допомога — 100,0 %.